# Entomobrya erratica
Entomobrya erratica är en urinsektsart som beskrevs av Brown 1932. Entomobrya erratica ingår i släktet Entomobrya och familjen brokhoppstjärtar. Inga underarter finns listade i Catalogue of Life.